# Hélder Castro
Hélder Fernando Ferreira Castro (n. 24 ianuarie 1986, Fiães, Portugalia), cunoscut ca Hélder Castro este un fotbalist portughez care în prezent este liber de contract. De-a lungul carierei a evoluat la FC Sion, C.D. Feirense dar și la U Cluj.